# يوريشينو (ساغا)
مدينة يوريشينو (بالإنجليزية: Ureshino)‏ هي أحد المدن التابعة لمحافظة ساغا. تأسست رسميًا في 01/01/2006. ويقدر عدد سكانها بـ 29644 نسمة حسب تقدير مكتب الإحصاء الياباني لعام 2012. تبلغ مساحة يوريشينو 126.51 كم2. بكثافة سكانية تبلغ 234 نسمة/كم2.